# Hradišťko (Sedlčany)
Hradišťko je část města Sedlčany v okrese Příbram ve Středočeském kraji. Nachází se asi tři kilometry severovýchodně od Sedlčan. Částí města protéká Sestrouňský potok. Hradišťko leží v katastrálním území Sestrouň o výměře 7,46 km².

## Historie
První písemná zmínka o vesnici pochází z roku 1545.
Za druhé světové války se tehdejší ves stala součástí vojenského cvičiště Zbraní SS Benešov a její obyvatelé se museli 31. října 1943 vystěhovat.

## Obyvatelstvo
| Rok            | 1869 | 1880 | 1890 | 1900 | 1910 | 1921 | 1930 | 1950 | 1961 | 1970 | 1980 | 1991 | 2001 | 2011 | 2021 |
| -------------- | ---- | ---- | ---- | ---- | ---- | ---- | ---- | ---- | ---- | ---- | ---- | ---- | ---- | ---- | ---- |
| Počet obyvatel | 52   | 36   | 33   | 38   | 35   | 31   | 29   | 27   | 29   | 26   | 24   | 20   | 16   | 17   | 16   |
| Počet domů     | 6    | 6    | 6    | 6    | 6    | 6    | 6    | 6    | 6    | 6    | 5    | 7    | 8    | 8    | 8    |

## Obecní správa
Při sčítání lidu v letech 1850–1960 Hradišťko bylo osadou obce Sestrouň, se kterým patřilo nejprve do okresu Sedlčany, ale od roku 1960 v okrese Příbram. Od 1. července 1960 je částí města Sedlčany v okrese Příbram.

## Galerie

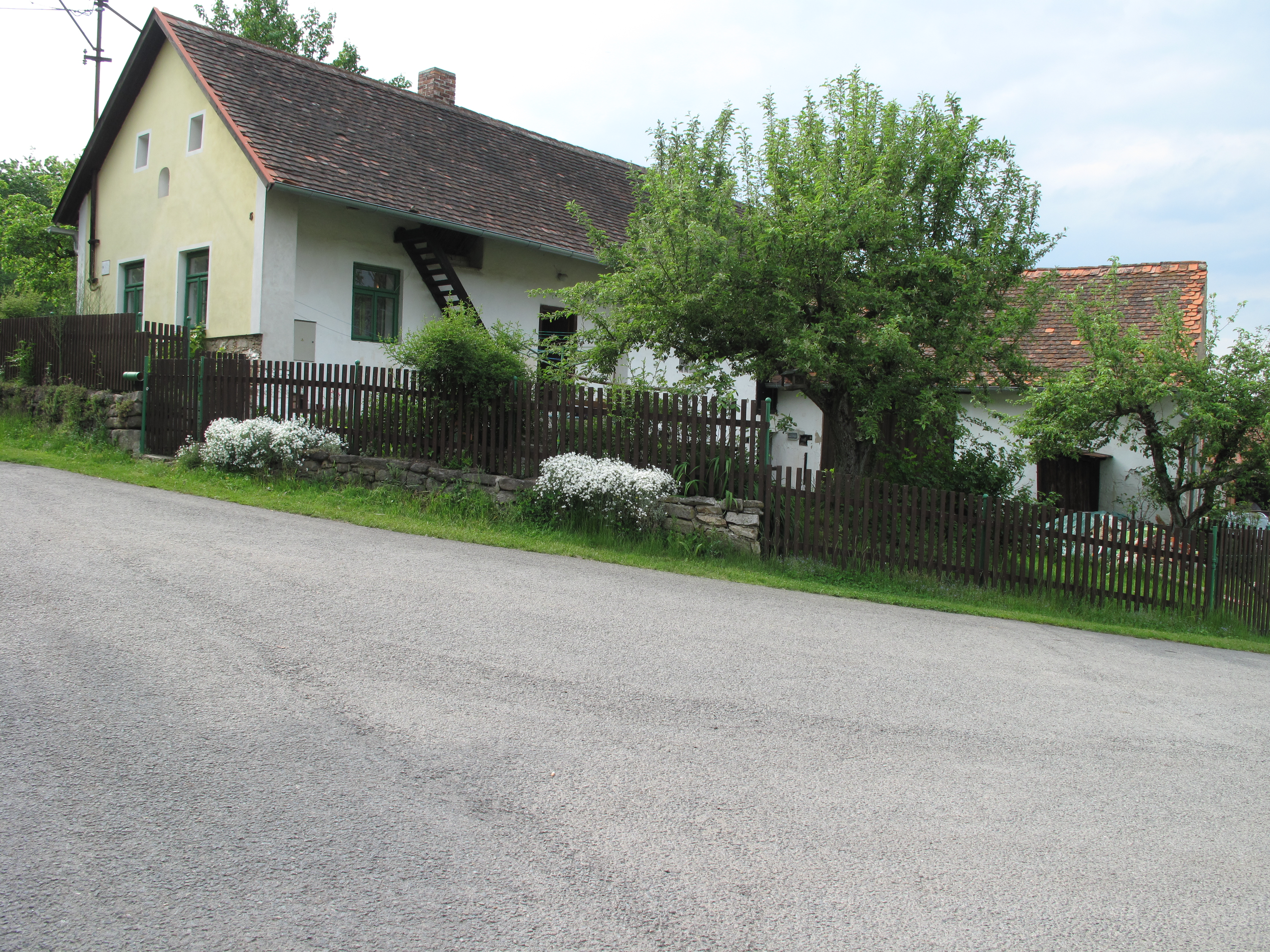
Dům na návsi
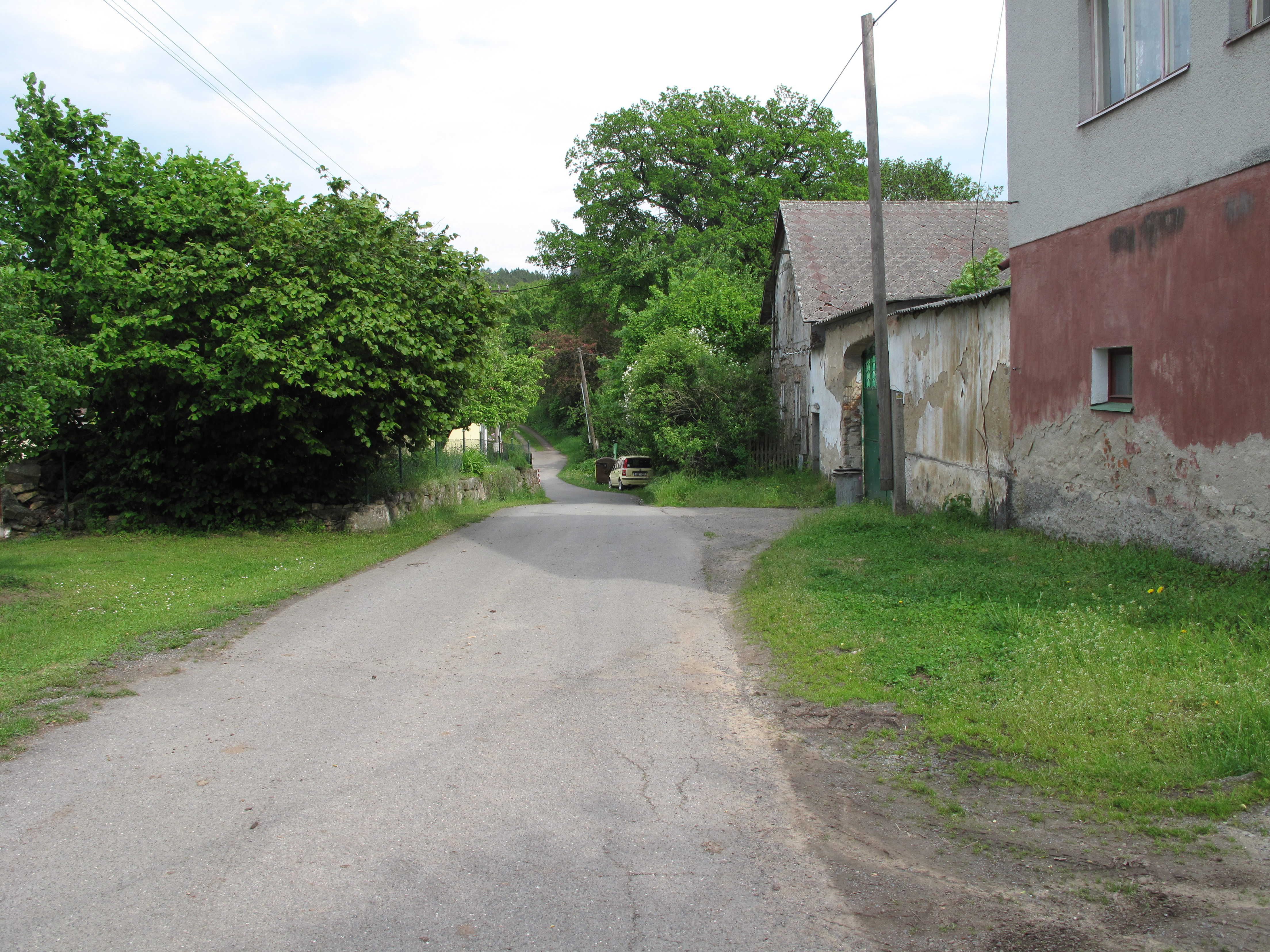
Cesta
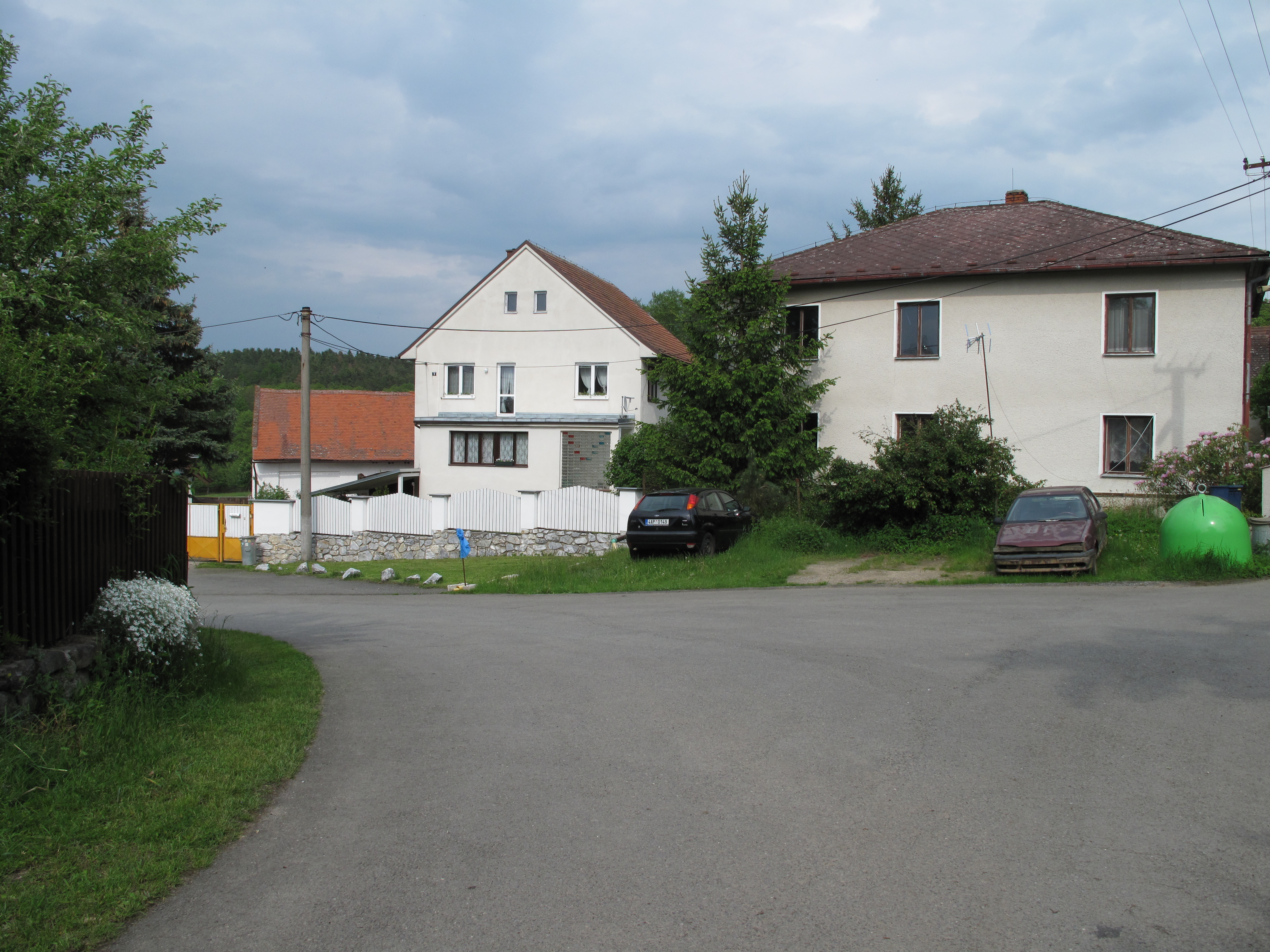
Domy